# جون ثورمان
جون ثورمان (بالإنجليزية: John Thurman)‏ هو لاعب كرة قدم أمريكية أمريكي، ولد في 9 فبراير 1900، وتوفي في 5 مارس 1976 في باسادينا في الولايات المتحدة.

## وصلات خارجية
- جون ثورمان على موقع مرجع كرة القدم المحترفة.كوم (الإنجليزية)